# Nicki Thiim
Nicki Thiim, né le 17 avril 1989 à Sønderborg, est un pilote automobile danois. Son père Kurt Thiim s'est illustré en remportant le Deutsche Tourenwagen Meisterschaft en 1986.

## Biographie
En 2013, il débute en Championnat du monde d'endurance FIA au sein de l'écurie Aston Martin Racing en remplaçant son compatriote Allan Simonsen, tragiquement décédé lors des 24 Heures du Mans.
La même année, il remporte la Porsche Supercup en gagnant les deux dernières courses de la saison sur le Circuit Yas Marina. Ces deux victoires lui permettent de devancer le malheureux Sean Edwards, mort deux semaines auparavant. Nicki Thiim et Sean Edwards avaient aussi partagé avec Bernd Schneider et Jeroen Bleekemolen la Mercedes-Benz SLS AMG GT3 de Black Falcon lors de la première victoire de Mercedes aux 24 Heures du Nürburgring en 2013.
En 2016, il remporte le championnat du monde d'endurance FIA dans la catégorie LMGTE Pro avec son compatriote Marco Sørensen au sein de l'équipe Aston Martin Racing à bord de leur Aston Martin Vantage GTE.

## Palmarès
- Champion du Danemark de Formule Ford en 2006[1]
- Champion d'Allemagne de SEAT León SuperCopa en 2008
- Vainqueur des 24 Heures du Nürburgring en 2013
- Champion de Porsche Supercup en 2013
- Vainqueur de la catégorie GTE Am lors des 6 Heures de Bahreïn 2013
- Champion en catégorie LMGTE Pro en championnat du monde d'endurance FIA en 2016
- Vainqueur des Crowdstrike 24 heures de Spa en 2024